# Concepción de la Barranca
Concepción de la Barranca är en ort i Honduras.   Den ligger i departementet Departamento de Copán, i den västra delen av landet, 200 km nordväst om huvudstaden Tegucigalpa. Concepción de la Barranca ligger 969 meter över havet och antalet invånare är 1 014.
Terrängen runt Concepción de la Barranca är huvudsakligen kuperad. Concepción de la Barranca ligger uppe på en höjd. Runt Concepción de la Barranca är det ganska tätbefolkat, med 111 invånare per kvadratkilometer. Närmaste större samhälle är La Entrada, 13,1 km söder om Concepción de la Barranca. 